# 曼尼托巴大学
曼尼托巴大学，位于加拿大曼尼托巴省省会温尼伯市，是曼尼托巴省最大的大学，也是省内最全面的综合性大学和科研性机构，是加拿大17所可以授予医学和博士学位的第一級大学之一。它成立于1877年，是加拿大西部的第一所大学，迄今有超过140年历史，在世界大学CWUR World University Rankings 2020-2021排名261名。

## 位置

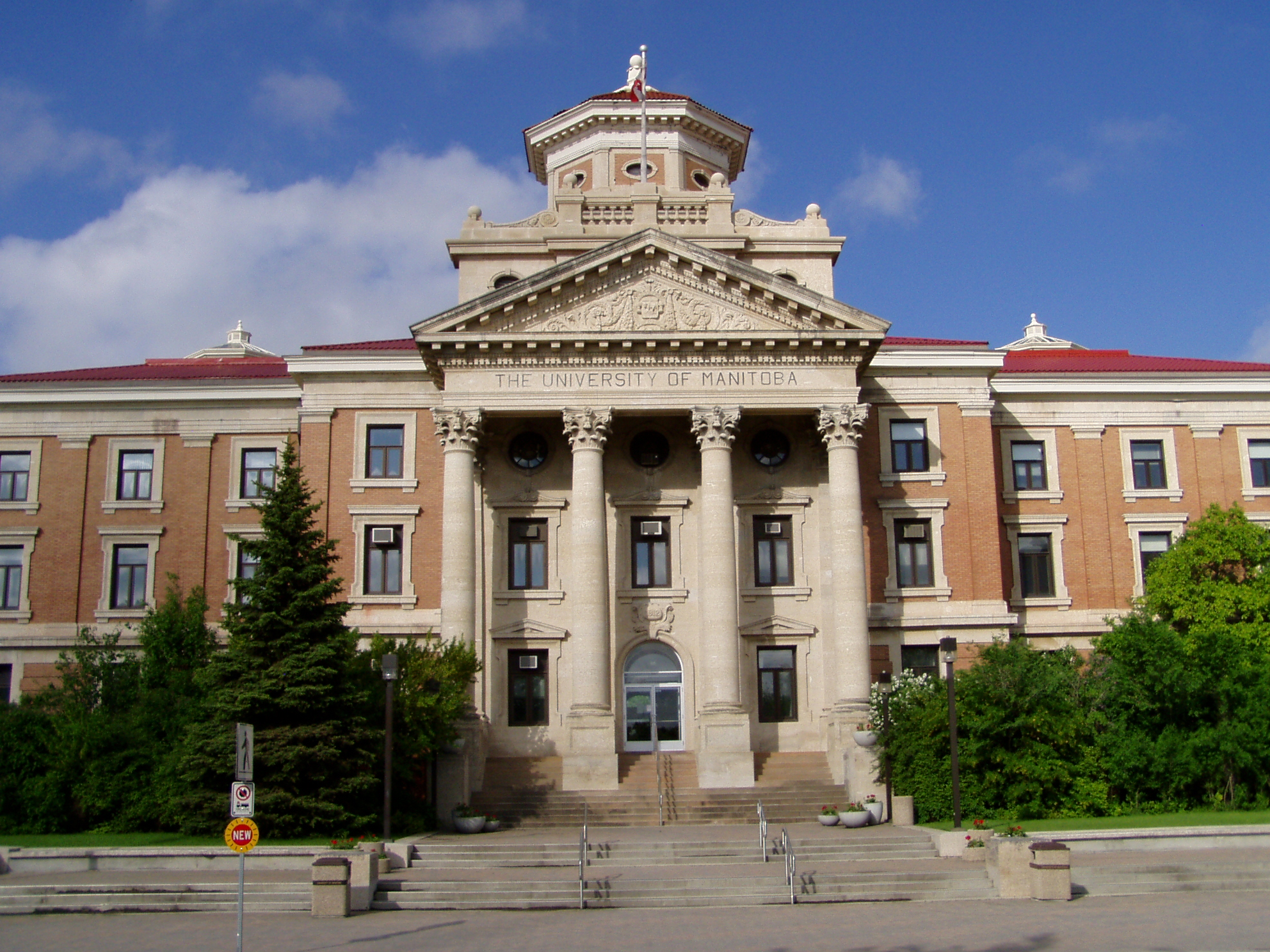
曼尼托巴大学行政大楼

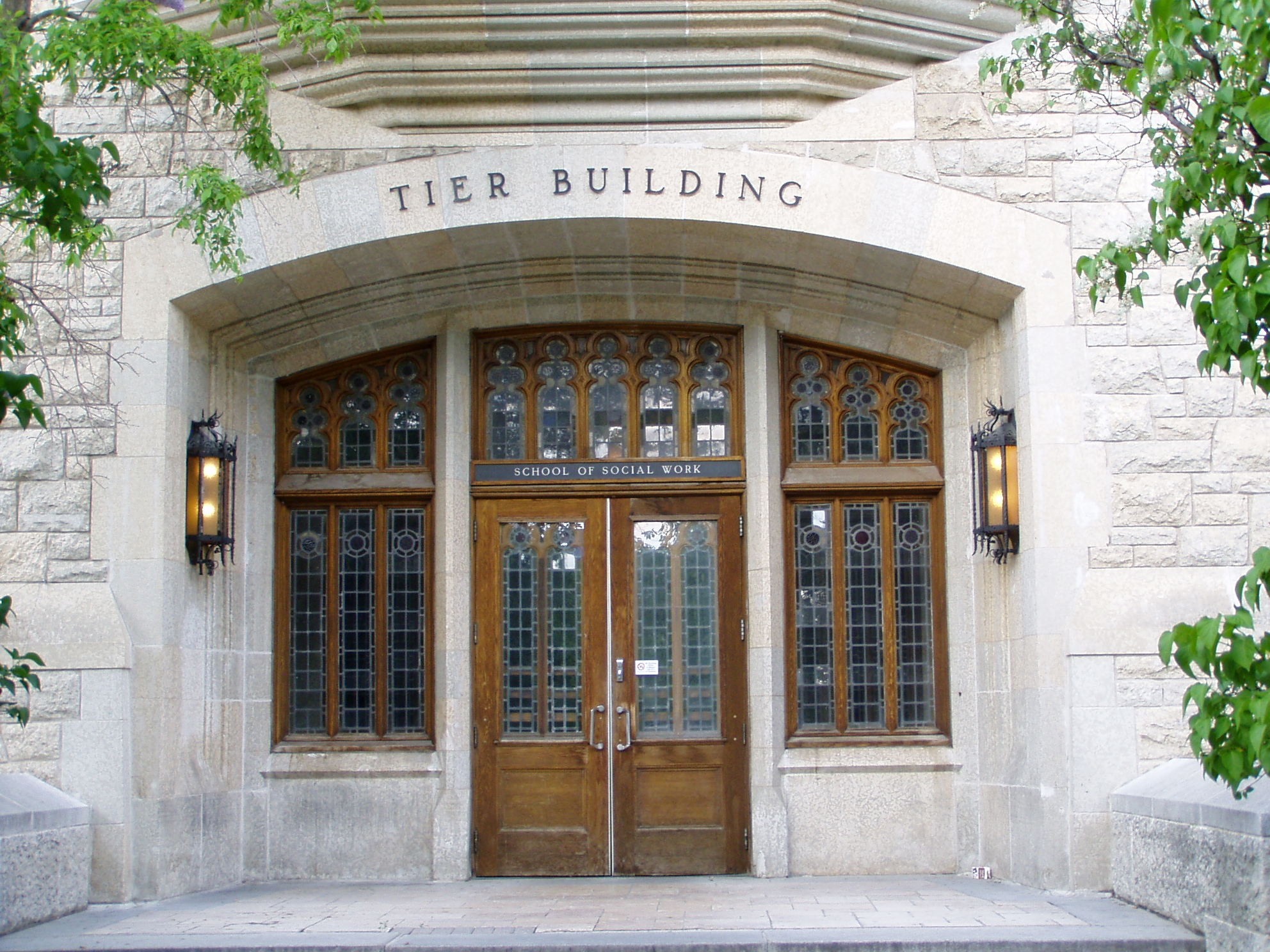
University of Manitoba Tier Building

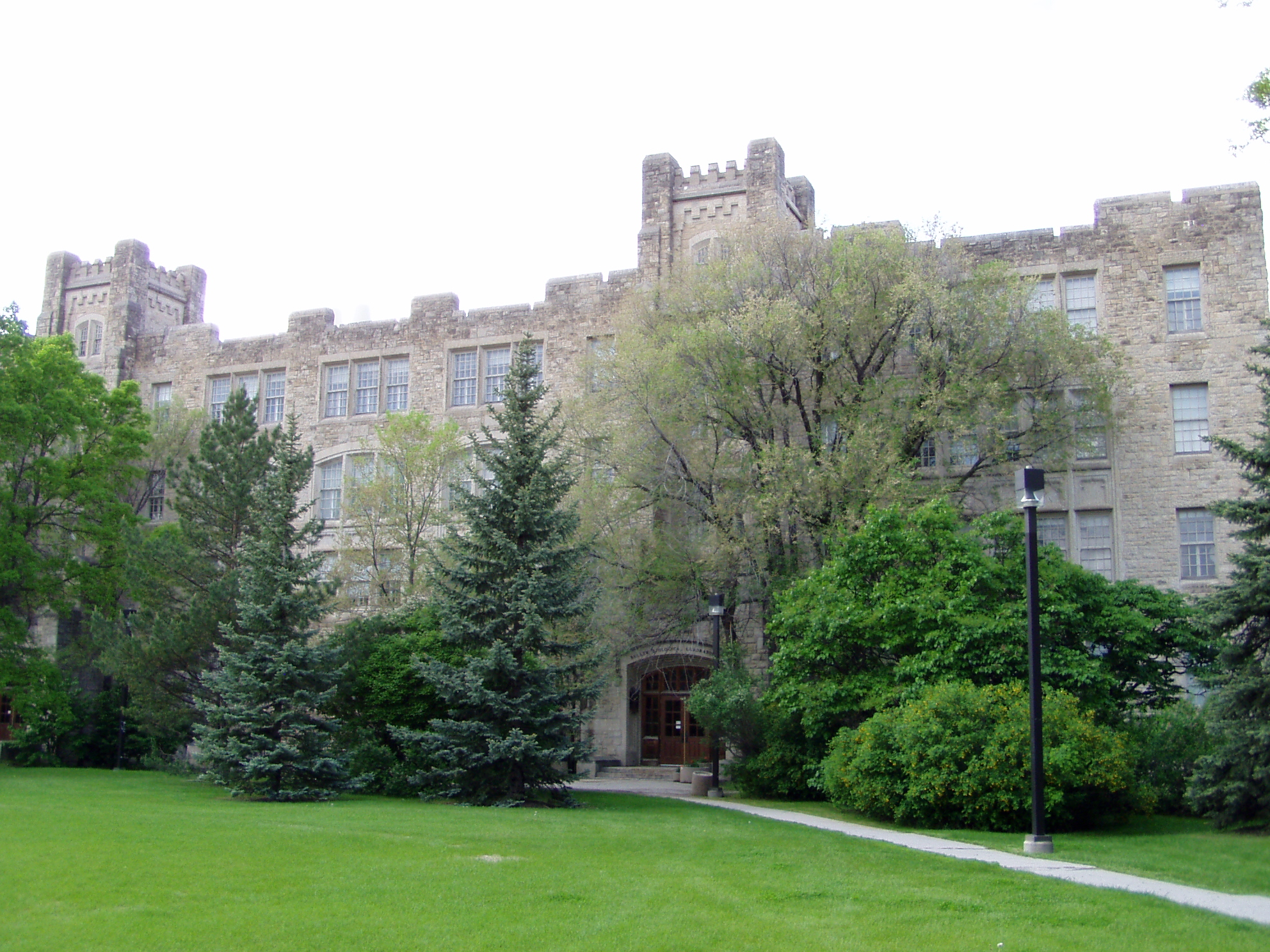
生物实验室

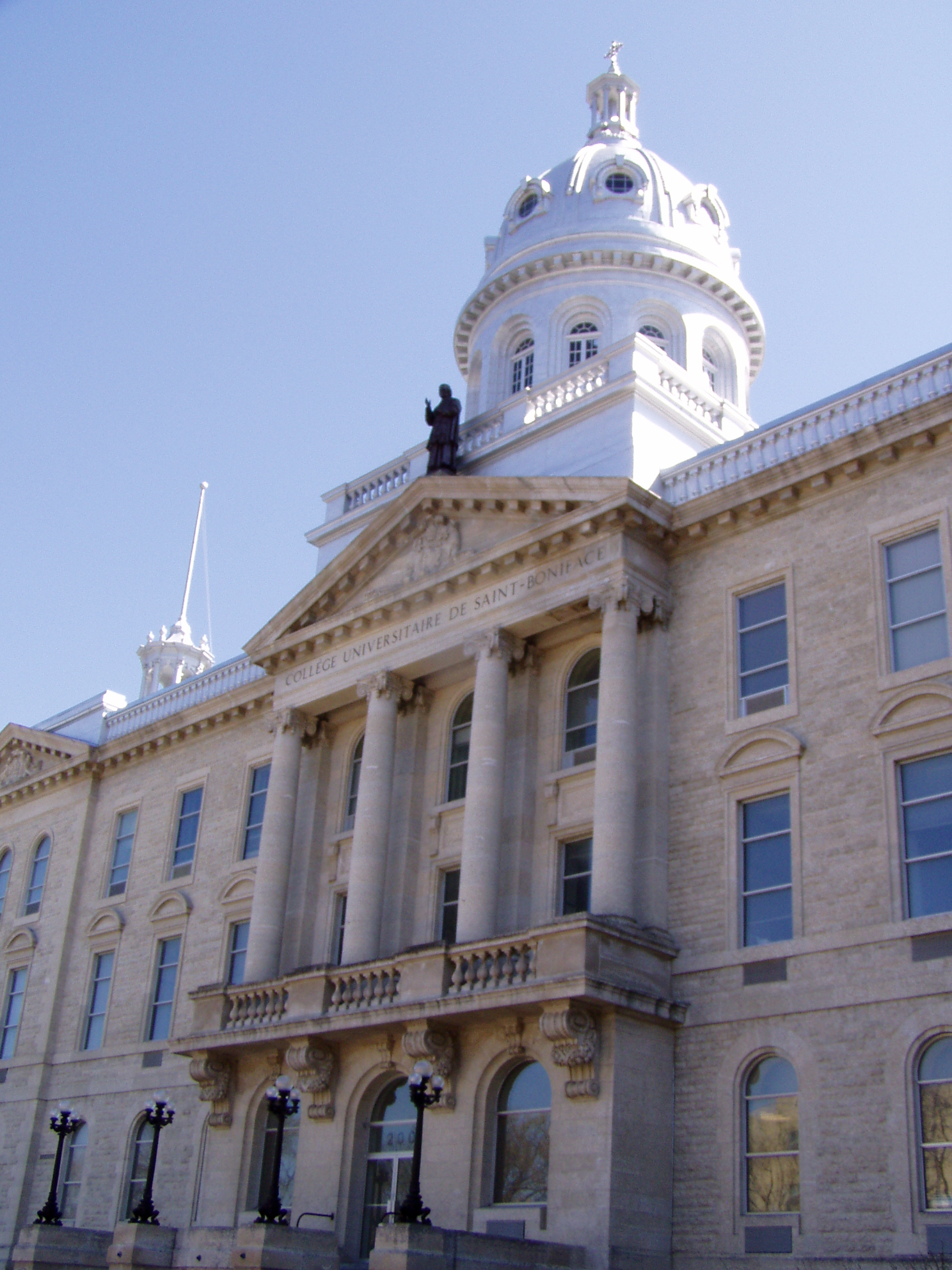
University of Manitoba St Boniface College

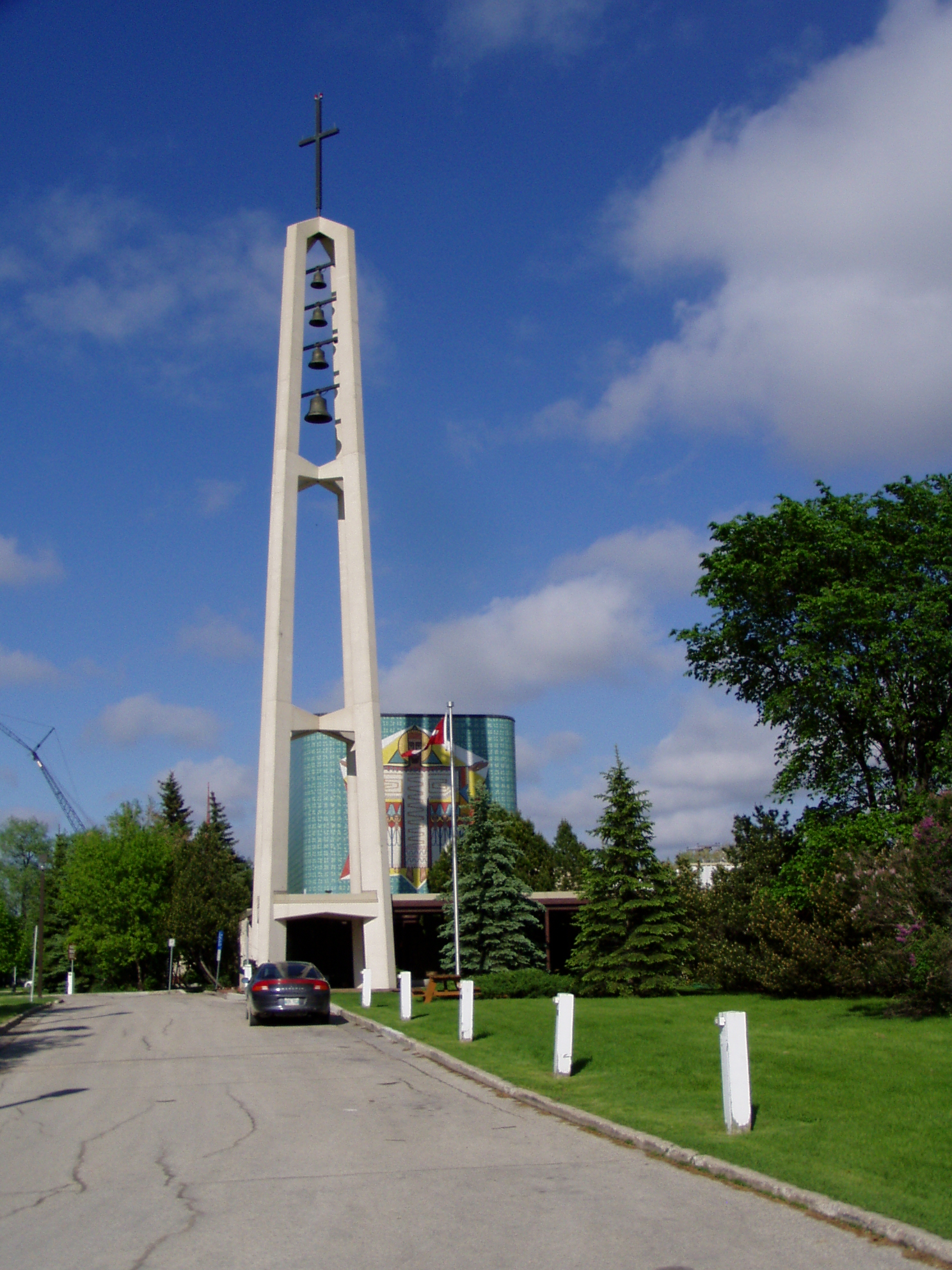
University of Manitoba St Pauls College

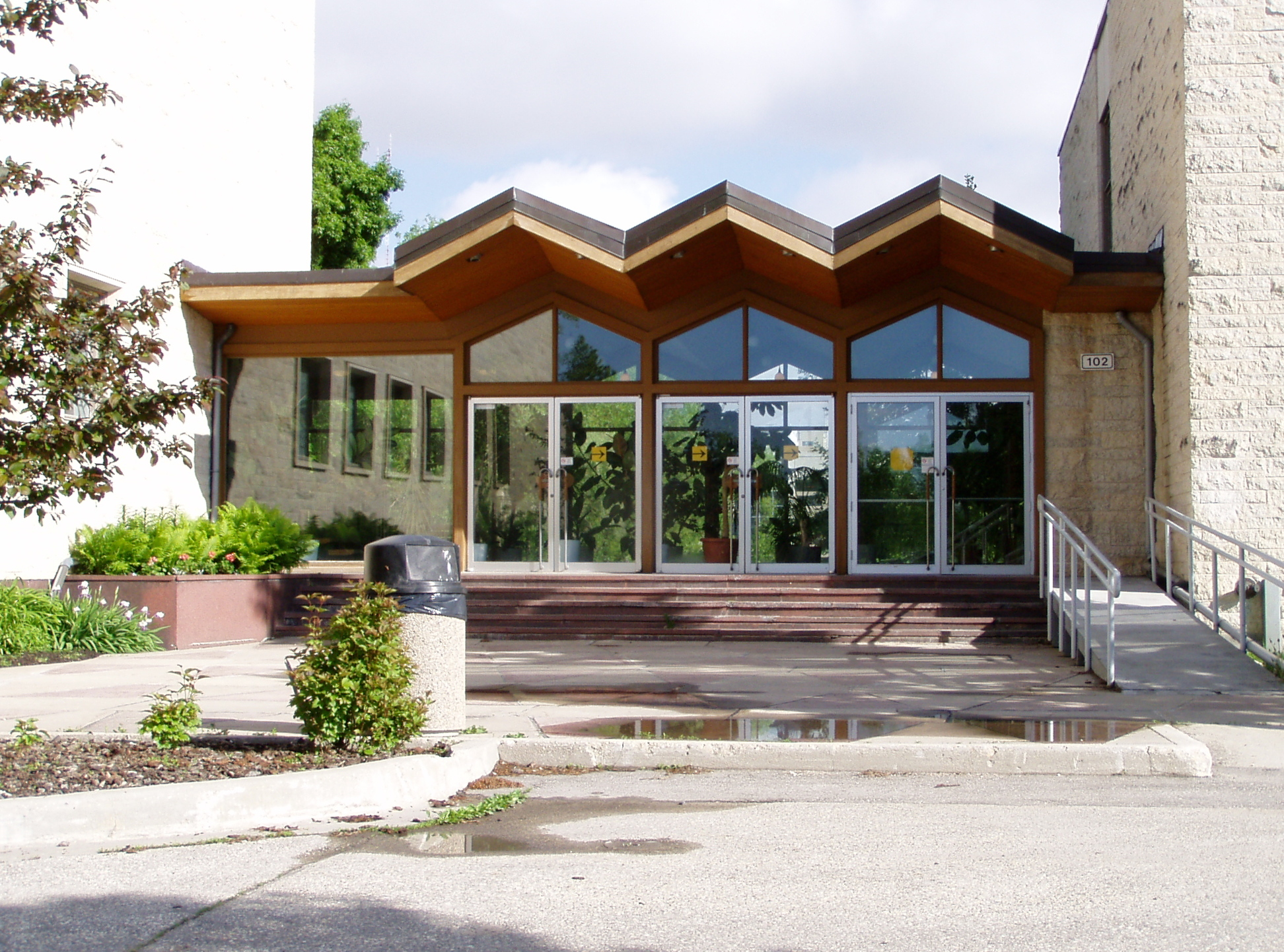
University of Manitoba St Johns College

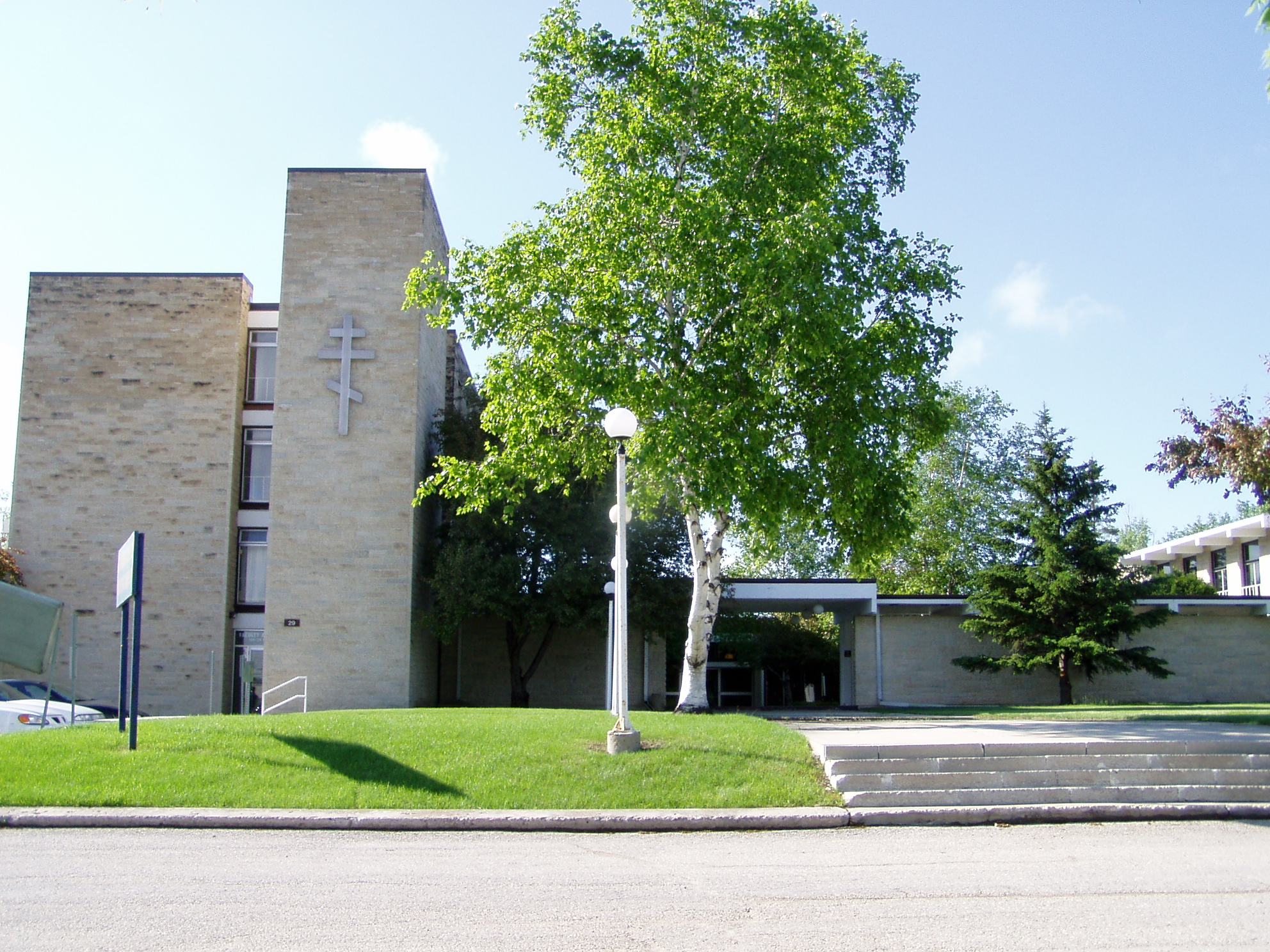
University of Manitoba St Andrews College

曼尼托巴大学有分处三处：班那廷（Bannatyne）校区、蓋瑞堡校区和威廉·諾里中心（William Norrie Centre），其中蓋瑞堡校区是主校区。
班那廷校区位于市中心McDermot和William两街之间的温尼伯健康科学中心西側，由10栋楼组成。这个综合建筑里有大学的医学和牙医教学区。牙医系、医药系、医学恢复学院和牙齿卫生学院是这个校区里健康科学单位的主要院系。药剂系及其95,000平方英尺的阿波特克斯中心（Apotex Centre）在2008年10月16日加入了这个校区。
蓋瑞堡校区是位于温尼伯南部红河边的综合建筑群，占地233公顷，有超过60个专业在此进行教学与研究工作。另外，由7栋建筑构成的 Smartpark 工业园區也设在此，其内入驻多家研究機構。
威廉·諾里中心位于Selkirk大街，为温尼伯市中心居民提供社会工作教育。

## 历史
曼尼托巴大学是于1877年在温尼伯的Broadway街建立的一所非宗教大学，授予在罗马天主教会的聖玻尼費斯學院、圣公宗的圣约翰学院和长老教会的曼尼托巴学院这三所教会学校毕业的学生学位。曼尼托巴大学在1880年授予了第一个学位。衛斯里学院是當時一个卫理公会派教会学院，在1888年附属了已经建立了11年的曼尼托巴大学。。
曼尼托巴大学是加拿大西部的第一所大学。从创立到现在，大学已经添加了许多学院到其组织与行政体中。1882年，最初由医师和外科医生创立的曼尼托巴医学院成为了大学的一部分。後續加入的有：
- 衛理公會衛斯理學院（英语：Wesley College (Manitoba)）（1888年）
- 曼尼托巴藥學院（1902年）
- 曼尼托巴農學院（1906年）
- 聖保羅學院（英语：St. Paul's College (Manitoba)）（1931年）
- 布蘭登學院（1938年）
- 聖安德魯學院（英语：St. Andrew's College, Manitoba）（1946年）

1901年曼尼托巴省议会修改了大学法案，大学被允许开设自己的课程。1905年，温尼伯市区的一座建筑成为了第一所教学机构，全体人员是6名科学家教授。管理模式仿照了1906年的多伦多省级大学法案，成立两院制度：由系组成的参议院负责学术政策，由平民组成的管理委员会负责财务政策和其它事务。校长由管理委员会指定，负责协调两方并执行机构的领导。
在20世纪早期，专业教育从传统的神学、法学和医学开始扩展。基于在德国影响下的美国模式，毕业后学生进行学科研究并完成论文的模式开始实行。加拿大西部的第一所建筑学院于1919年在曼尼托巴大学创建。

## 校歌
在不同的事件如毕业典礼、集会和运动会中被演唱的一些校歌中，比较有名的有《棕色與金色》（The Brown and the Gold，ca. 1934），查理斯·麥庫洛（Charles McCulloch）作词，W·J·馬克唐納（W.J. MacDonald）作曲。

## 学院
曼尼托巴大学的22个系总共約有大约26,000名学生註冊，多数学科有硕士班和博士班，其中艾斯伯商学院被加拿大商业报Canada Business News评为加拿大十大商学院之一，其会计和金融学科在QS Top Universities全球排名位列101。
目前的学院有：
- 医学院 圣博尼菲斯（英语：Université de Saint-Boniface）
- 圣约翰学院（英语：St. John's College, University of Manitoba）
- 圣保罗学院（英语：St. Paul's College (Manitoba)）
- 圣安德鲁院（英语：St. Andrew's College, Manitoba）
- 艾斯伯商学院

大学的系有：
- 农业与食品科学系
- 农业系
- 建筑系
- 艺术学院
- 文学院
- 环境、地质与能源系
- 牙科系
- 牙齿卫生学院
- 教育系
- 工程系，学生可以在以下方向中选择：生物工程、土木工程、计算机工程、电子工程、工业工程、制造工程和机械工程。
- 扩展教育
- 人类生态系
- I. H. Asper商学院
- 法律系
- 音乐系
- 医疗复原系
- 医学系
- 护理系
- 药剂系
- 运动与再生管理系
- 科学系部门。
- 社会工作系
- 远程教育部门
- 曼尼托巴大学是加拿大为数不多大学允许大一新生主修基础课，到大二根据成绩和兴趣入系选专业。商学院和工程学院是热门院系，录取率低，通常要求较高GPA。

## 图书馆
曼尼托巴大学有19个图书馆，以下列表按字母顺序排列：
- Albert D. Cohen Management Library
- Fine Arts Library（建筑/美术图书馆）
- Bill Larson Library (Grace General Hospital)
- Carolyn Sifton-Helene Fuld Library (St. Boniface General Hospital)
- Concordia Hospital Library
- Donald W. Craik Engineering Library
- Eckhardt Gramatté Music Library
- E.K. Williams Law Library
- Elizabeth Dafoe Library
- Father Harold Drake Library (St. Paul's College)
- J.W. Crane Memorial Library (Deer Lodge Centre)
- Misericordia Health Centre Library
- Neil John Maclean Health Sciences Library
- Riverview Health Centre Virtual Library
- St. John's College Library
- Sciences and Technology Library（科学与技术图书馆）
- Seven Oaks General Hospital Library
- Victoria General Hospital Library
- William R. Newman Library

## 大学行政

### 歷任校长
- James Alexander MacLean (1913–1934)
- Sidney Earle Smith（英语：Sidney Earle Smith） (1934–1944)
- Henry Percy Armes, acting (1944–1945)
- Albert William Trueman（英语：Albert William Trueman） (1945–1948)
- Albert Henry S. Gillson (1948–1954)
- Hugh Hamilton Saunderson (1954–1970)
- Ernest Sirluck (1970–1976)
- Ralph Campbell (1976–1981)
- Arnold Naimark（英语：Arnold Naimark） (1981–1996)
- Emőke Szathmáry（英语：Emőke Szathmáry） (1996–2008)
- David Barnard（英语：David Barnard） (2008–2020)
- Michael Benarroch (2008–至今)

### 歷任校監
- Robert Machray（英语：Robert Machray） (1887–1904)
- Samuel Matheson（英语：Samuel Matheson） (1908–1934)
- John Wesley Dafoe（英语：John Wesley Dafoe） (1934–1944)
- Andrew Knox Dysart (1944–1952)
- Victor Sifton (1952–1959)
- Samuel Freedman（英语：Samuel Freedman） (1959–1968)
- Peter D. Curry (1968–1974)
- Richard Spink Bowles（英语：Richard Spink Bowles） (1974–1977)
- Isabel Auld（英语：Isabel Auld） (1977–1986)
- Henry Duckworth（英语：Henry Duckworth） (1986–1992)
- Arthur Mauro（英语：Arthur Mauro） (1992–2001)
- Bill Norrie（英语：Bill Norrie） (2001–2010)
- Harvey Secter（英语：Harvey Secter） (2010–2019)
- Anne Mahon (2019–2022, 六月)

## 著名教授
- Francis Plummer：加拿大科学家，爱滋病及传染病学专家，加拿大盖尔德纳奖获得者(Canada Gairdner Wightman Award)
- Frank Hawthorne（英语：Frank Hawthorne）：矿物科学教授，F.R.S.C.奖获得者
- Guy Maddin（英语：Guy Maddin）：电影导演，前教授
- Arthur Schafer（英语：Arthur Schafer）：专业和应用伦理中心的主管，杰出的伦理学家

## 著名校友
- 約翰·亞歷山大·霍普斯：John Alexander Hopps，世界上第一台心率調整器的發明者，被稱為“加拿大生物醫學工程之父”
- 伊韻·沛瑞爾：Yvonne Brill，火箭及衛星引擎科學家，美国航空航天学会講師，美國航天學會學術教育獎（AIAA），美國國家技術與創新獎（NMTI），美國宇航局 (NASA) 阿波羅登月任務科學家之一
- 詹·布爾斯：Jim Peebles，天體物理學家，2019年諾貝爾物理學獎得主
- 羅曼·克洛特：Roman Kroitor，巨幕電影科技公司（IMAX Corporation）創辦人之一
- 克雷格·贝恩斯：Craig Baines，第37任 Royal Canadian Navy 加拿大皇家海军 总司令，NATO 北约大西洋联合特遣部队指挥官
- 羅伯特·克羅奇：赞美诗人和小说家
- 羅伯特·阿爾尚博：退休教授、艺术家和加拿大總督視覺和媒體藝術獎获得者
- 贾玛鲁丁查吉：马来西亚政治人物，巫统党员
- 林寶萊：加拿大政治人物，前加拿大西部經濟多樣化（英语：Western Economic Diversification Canada）國務部長（英语：Minister of State (Canada)）和現任卡加利諾斯山選區（英语：Calgary Nose Hill）國會議員
- 凡希亚：加拿大创作女歌手

### 華人
- 陳偉業：前香港立法會議員（新界西）
- 劉秀成，SBS，JP：前香港立法會議員（建築、測量、都市規劃及園境界）
- 李小鹏：前國務院總理、全国人大常委会委员长李鹏之子 、中国华能集团公司、華能國際電力股份有限公司董事总经理、第3任中華人民共和國交通運輸部部長
- 陳裕光︰香港大家樂集團主席，大家樂主席
- 胡應湘爵士，GBS KCMG︰香港合和實業有限公司主席

## 校内出版物
校内出版物有《Gradzette》和《The Manitoban》。两者都是加拿大大學出版組織的成员。

## 體育
曼尼托巴大学在加拿大大學校際運動的代表是曼尼托巴野牛。

## 学生生活
曼尼托巴大学每年举办很多消遣性的活动，包括游泳、成人课堂和许多面向儿童的暑假活动。大学的法蘭克·甘乃迪中心（Frank Kennedy Centre）、馬克斯·貝爾中心（Max Bell Centre）和投資者團體運動中心（Investor's Groups Athletic Centre）裡有室内跑道、游泳池、运动设施、国际冰球溜冰场、篮球场、排球场和壁球和美式壁球场馆。法蘭克·甘乃迪中心也是举办大型舞会、体操比赛、和网球比赛的场馆。
校园内主要的艺术画廊是“Gallery One One One”，位于大学中心。

### 学生会
曼大的学生为曼尼托巴大学生学会（UMSU）组织的成员。UMSU代表校董事会和大学理事会，同时向学生提供支持。

### 学生社团
曼大目前拥有超过110个社团。

## 注脚
1. 1 2  University of Manitoba Public Affairs. . 2005  [2008-03-21]. （原始内容存档于2013-06-27）.
2. ↑  University of Manitoba Public Affairs. . 2005  [2008-03-21]. （原始内容存档于2013-06-27）.
3. ↑  . 2019-09-12  [2019-09-12]. （原始内容存档于2019-04-11） （英语）.
4. ↑  .   [2008-06-15]. （原始内容存档于2008-07-26）.
PgNm=TCE&Params=U1ARTU0003528
5. 1 2 3  .   [2008-06-15]. （原始内容存档于2008-07-26）.PgNm=TCE&Params=A1ARTA0008242
6. ↑  .   [2008-06-15]. （原始内容存档于2008-07-26）.PgNm=TCE&Params=A1ARTA0009565

### 学校历史
- Dr. John M (Jack) Bumsted 'The University of Manitoba: An Illustrated History (Winnipeg: University of Manitoba Press © 2001)'
- W. J. Frazer "A History of St. John's College, Winnipeg." M.A. thesis, University of Manitoba, 1966.
- Mary Kinnear "Disappointment in Discourse: Women University Professors at the University of Manitoba before 1970." Historical Studies in Education 4, no. 2 (Fall 1992).
- P.R. Régnier "A History of St. Boniface College." M.A. thesis, University of Manitoba, 1964.

## 引用
- . Public Affairs, University of Manitoba.   [2009-02-25]. （原始内容存档于2009-06-05）.

49°48′34″N 97°07′58″W / 49.80944°N 97.13278°W